# Volvo Olympian
Volvo Olympian — двухэтажный автобус особо большой вместимости производства Volvo Bussar, предназначенный для эксплуатации в странах с левосторонним движением. Производился с 1992 по 2000 год, после чего был заменён Volvo B7TL и Volvo Super Olympian.

## Информация
Дизайн автобуса Volvo Olympian был основан на его предшественнике, Leyland Olympian, но шасси было изменено таким образом, что остались только конструкция и компоновка шасси, при этом была изменена даже марка стали для элементов шасси, использовалась стандартная электрическая система Volvo, а также стандартные системы рулевого управления Volvo/"Z cam". Ранние Volvo Olympian предлагались с двигателем Cummins L10 или Volvo TD102KF в сочетании с коробкой передач Voith DIWA или ZF Ecomat. С конца 1996 года предлагался только 9,6-литровый двигатель Volvo D10A-245 Евро-2.
Оlympian был доступен с кузовом R типа Alexander Royal и кузовом E типа East Lancs/Pyoneer. Его производили с закрытым, либо с открытым верхом.
Volvo Olympian оставался таким же популярным, как и Leyland Olympian в Соединённом Королевстве и Ирландии. Большое количество Olympian было экспортировано в Гонконг и Сингапур; большинство из них были оснащены кондиционерами.

## Снятие с производства
Производство Volvo Olympian закончилось в 2000 году и завершило выпуск более 10000 шасси Leyland/Volvo Olympian. Последние были построены для Yorkshire Coastliner и имели кузовы Alexander Royal. Шасси имело два низкопольных преемника: 2-осный Volvo B7TL и 3-осный Volvo Super Olympian. Предполагалось, что Volvo B7L заменит Olympian, однако было выпущено очень мало двухосных двухэтажных B7L, при этом шасси B7TL выполняло предназначенную функцию B7L.